# تشارلز غوردون سميث
تشارلز غوردون سميث (بالإنجليزية: Charles Gordon Smyth)‏ هو نقابي وضابط شرطة نيوزيلندي، ولد في 1883، وتوفي في 1927.